# Rusinowo (Świdwin)
Rusinowo (deutscher Name: Rützenhagen, Kreis Belgard-Schivelbein) ist ein Dorf in der polnischen Woiwodschaft Westpommern. Es gehört zur Gmina Świdwin (Schivelbein) im Kreis Świdwin.

## Geografische Lage
Das langgestreckte Bauerndorf Rusinowo liegt zwölf Kilometer westlich von Świdwin an der Woiwodschaftsstraße Nr. 152 Szczecinek (Neustettin)–Barwice (Bärwalde)–Połczyn-Zdrój (Bad Polzin)–Świdwin–Starogard (Stargordt)–(Resko (Regenwalde)). Die nächsten Bahnstationen sind Starogard (6 km) an der Strecke Łobez (Labes)–Resko (Regenwalde)–Płoty (Plathe) und Świdwin an der Bahnstrecke Stargard Szczeciński–Gdańsk.
Im Westen bildet die Mołstowa (Molstow), ein Nebenfluss der Rega, die Gemeindegrenze und auch die Grenze zum Nachbarkreis Labes.
Zum Dorf gehören die Wohnplätze Damska (Bratenberg), Przybyradz (Bullenberg), Śliwno (Fülgen) und Zydlung (Schönfeld).

## Ortsgeschichte
Im Nordwestzipfel des Ortes finden sich am linken Ufer der Molstow
Reste eines Burgwalles aus dem 9. bis 11. Jahrhundert. Dort soll eine Ritterburg zum Schutz gegen die Pommern gestanden haben.
Im Jahre 1493 wird ein Geistlicher der Kirche zu Rützenhagen genannt. 1500 belehnten Kurfürst Joachim und Albrecht I. von Brandenburg-Ansbach die Gevattern Rützen mit zehn Hufen.
1726 vernichtete ein Brand das halbe Dorf samt Kirche, Pfarrhaus und Schule. 1760 berichtet Pfarrer Steinbrück über massive Plünderungen der russischen Armee im Siebenjährigen Krieg.
Vor 1811 waren in Rützenhagen neun Bauern und vier Halbbauern ansässig.
Gutsherr war seit 1785 Siegmund von Brockhausen, danach Adolf von Brockhausen (1832) und Karl von Dönhoff (1835).
Im Jahre 1843 zählte das Dorf 371 Einwohner, im Jahre 1862 waren es bereits 644. Seit 1879 bestand eine Postagentur mit privaten Fuhrwerken nach Schivelbein, 1882 werden eine Ziegelei und eine Telegrafenstation erwähnt.
Im Jahre 1939 lebten in der 2.065,6 Hektar großen Gemeinde 669 Einwohner in 70 Haushaltungen. Der leichte bis mittelschwere Boden wurde von 15 Landwirten und dem Forstgut der Gräfin Eugenie von Wallwitz (geborene Gräfin von Dönhoff) bewirtschaftet. Im Ort gab es eine Bäckerei, drei Schuhmachereien, eine Schmiede, eine Stellmacherei, eine Tischlerei, einen Elektrobetrieb, eine Gärtnerei und ein Gasthaus mit Saal und Kolonialwarenhandel.
Bis 1932 gehörte Rützenhagen zum Landkreis Schivelbein, bis dieser in den Landkreis Belgard (Persante) eingegliedert wurde. Letzter Bürgermeister vor 1945 war Heinrich Jöres.
Rützenhagen war dem Amts- und Standesamtsbezirk Lankow zugeordnet und lag im Bereich des Amtsgerichts Schivelbein.

## Kirchspiel Rützenhagen

### Kirchengemeinde
Rützenhagen war eine selbständige Kirchengemeinde und bildete mit der Tochtergemeinde Leckow das Kirchspiel Rützenhagen. Eingepfarrt waren auch Boltenhagen, Schönfeld und Teschenbusch. Im Jahre 1940 zählte das Kirchspiel 1515 Gemeindeglieder.
Bis 1945 gehörte Rützenhagen zum Kirchenkreis Schivelbein in der Kirchenprovinz Pommern der evangelischen Kirche der Altpreußischen Union.
Heute ist Rusinowo Teil des Kirchspiels Koszalin (Köslin) in der Diözese Pommern-Großpolen der polnischen Evangelisch-Augsburgischen Kirche.

### Pfarrkirche
An Stelle der im Jahre 1726 abgebrannten Kirche wurde 1768 ein neues Gotteshaus gebaut. Doch schon weniger als hundert Jahre später wurde im Jahre 1853 eine neue Kirche errichtet. Sie ist aus Feldsteinen und Ziegeln gebaut, der hölzerne Turm hat ein eingeschwenktes Zeltdach.

### Pfarrer
a) vorreformatorisch: Jacobus Koltzeke, 1493
b) nach der Reformation bis 1945:
1. Gerhardus Nadapius
2. Georg Range, bis 1605
3. Jakob Thalatsius, 1606–1616
4. Joachim Cracovius, 1632
5. Johannes Dettloff
6. Bartholomäus Hiltmer
7. Johann Friedrich Dargatz
8. Johann David Beitzke, 1721–1742
9. Johann Steinbrück, 1742–1782
10. Ludwig Nathanel Hanisch, 1782–1835
11. Eduard Wilhelm Friedrich Lüling, 1835–1846
12. Paul Schneider, 1887–1916
13. Rudolf Martin, 1918–1927
14. Detlev Rewald, 1927–1929
15. Dr. jur. Walter Lüdke, 1934–1945

## Schule
1726 brannte das alte Schulhaus ab. Im Jahre 1882 wird in Rützenhagen eine zweiklassige Volksschule erwähnt. Zuletzt vor 1945 unterrichteten hier die Lehrer Hans Jahnke und Kurt Köbsel.

## Persönlichkeit des Ortes
Am 28. September 1880 wurde in Rützenhagen der Schriftsteller und pommersche Heimatdichter Richard Bartz geboren. Er war seiner Heimat bis zu seinem Tode am 20. November 1955 eng verbunden.